# 파타고니아 (기업)
파타고니아(영어: Patagonia, Inc.)는 미국의 아웃도어 제품 기업이다. 1973년 이본 취나드가 설립했으며, 현재 본사는 미국 캘리포니아주 벤투라에 위치한다. 파타고니아의 로고는 남아메리카의 파타고니아 지방의 피츠로이 산을 본따 만들어졌다.

## 역사
파타고니아의 설립자인 이본 취나드는 암벽 등반가였는데, 1957년부터 본인이 설립한 취나드 장비에서 수제 산악용품을 만들기 시작했다.그는 자신의 장비를 혼자 팔며 일하다 1965년에 제품 개선과 증가하는 수요를 감당하기 위해 톰 프로스트(Tom Frost)와 협업했다.
취나드는 1970년에 등반할 때 목이 등반용 끈에 쓸리는 것을 막기 위해 스코틀랜드에서 미식축구 셔츠를 구매하여 입기 시작하였다. 이 셔츠는 많은 인기를 얻었고, 이에 고무된 취나드는 이러한 의류 제품을 판매하기 시작했다.

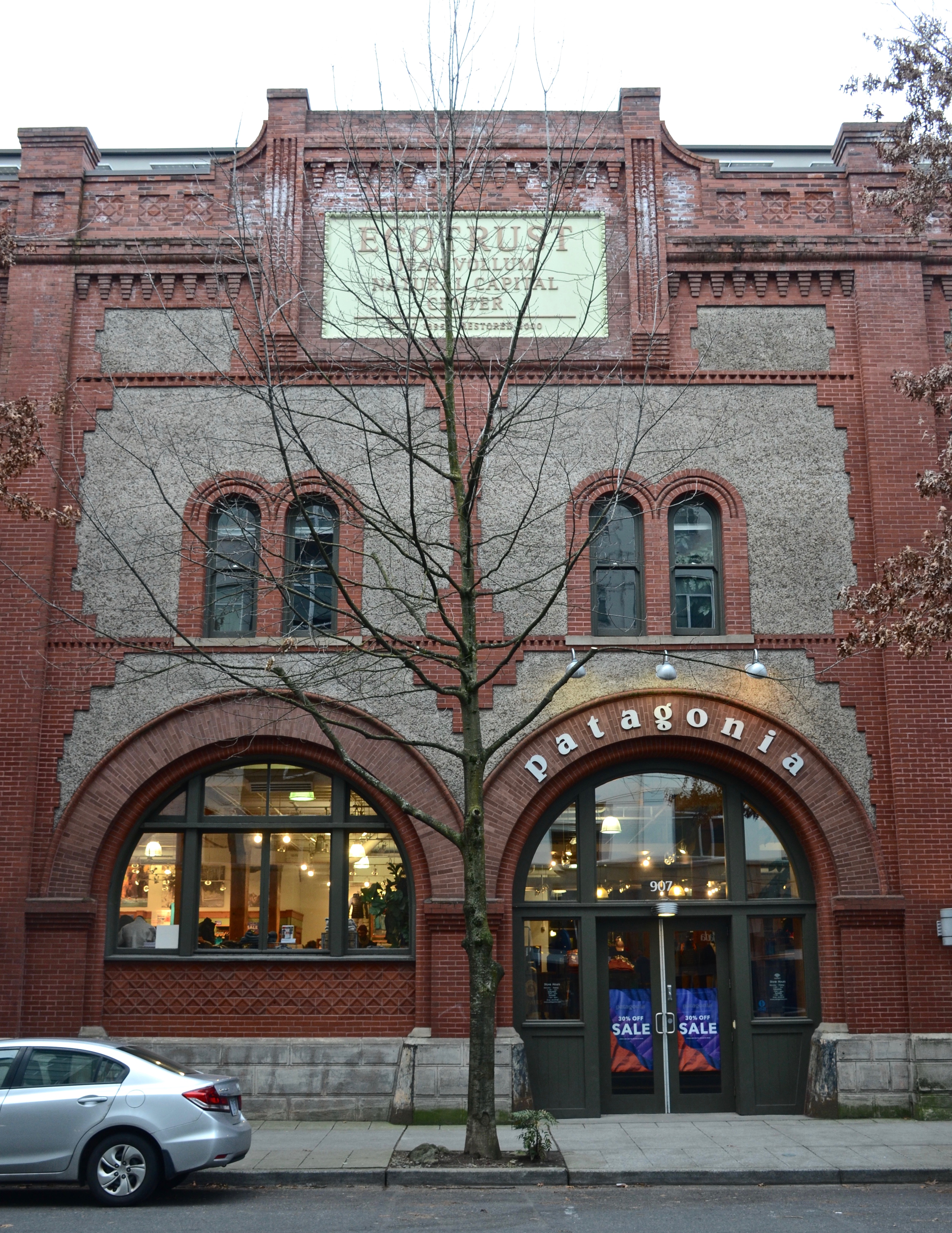
파타고니아 상점

파타고니아의 첫 가게인 Great Pacific Iron Works는 1973년에 취나드의 장비 제작소 근처인 캘리포니아 주 벤투라의 산타 클라라 거리에서 개업했다. 1981년에 파타고니아와 취나드장비는 Great Pacific Iron Works로 병합했다. 취나드는 1984년, 회사의 이름을 Lost Arrow Corporation으로 바꾸었다.

## 같이 보기
- 노스페이스
- 컬럼비아 스포츠웨어
- 아이스브레이커
- 라푸마
- 밀레
- 머렐
- 캐나다 구스
- 몽클레르
- 몽벨